# Relevance
Relevance (z lat.) znamená významnost či důležitost, obvykle ve vztahu k nějakému cíli nebo záměru. Informace, okolnost nebo prostředek je vzhledem k danému cíli relevantní, pokud významně zvyšuje nebo snižuje pravděpodobnost jeho dosažení. V opačném případě je vůči tomuto cíli irelevantní. Relevance tedy silně závisí na kontextu a co může být v jednom kontextu relevantní, může být v jiném kontextu zcela nevýznamné.

## Příklady
Relevance může být v určité situaci objektivní: pro člověka trpícího kurdějemi je léčení vitaminem C relevantní (náležité, vhodné, účinné), protože významně zvyšuje pravděpodobnost, že se uzdraví, kdežto léčba například penicilinem nikoli.
Obvykle však relevance závisí ještě na tom, jaký záměr nebo cíl člověk právě sleduje. Pro člověka, který čeká na vlak, je informace o zpoždění relevantní (významná, důležitá), pro náhodného kolemjdoucího naopak irelevantní. 
Relevance však může záviset i na názorech a hypotézách, a je pak výrazně subjektivní. Pro člověka, který věří na horoskopy, může být přesný údaj o hodině narození jeho partnerky relevantní, pro ostatní spíše irelevantní. Při vyšetřování úmrtí pana X budou různé okolnosti a informace relevantní podle toho, jakou hypotézu vyšetřovatel sleduje. Pokud je přesvědčen, že X byl zavražděn, může být relevantní téměř cokoli, co se v jeho okolí událo, jeho styky, minulost a podobně. Pokud je přesvědčen, že jde o nešťastnou náhodu, bude za relevantní pokládat daleko méně okolností.

## Relevance v informační vědě
Pro informační vědu a vyhledávání informací je relevance klíčový pojem. Při vyhledávání informací se relevancí rozumí významnost či přiměřenost nalezených (vybraných) dokumentů vzhledem k zadanému dotazu či rešerši. Může se měřit tak, že se jednotlivým vyhledaným dokumentům přiřadí dílčí relevance a ty se pak statistickými metodami mohou vyhodnotit, porovnávat atd. Počítačové vyhledávací systémy často měří relevanci jako míru shody mezi zadaným klíčem a nalezenou referencí.
Také v informační vědě lze relevanci chápat dvojím způsobem: buďto jako (objektivní) relevanci dokumentu vzhledem k tématu dotazu (rešerše), anebo jako významnost dokumentu pro uživatele, na níž se bude podílet celá řada dalších okolností (novost informace, aktuálnost, srozumitelnost atd.).

## Relevance v dalších oborech
- V právu jsou relevantní informace, které mohou ovlivnit nějaký závěr, například výsledek vyšetřování nebo výrok soudu. Naopak právně relevantní je pouze takové jednání, které má právní následky, například podpis smlouvy.
- V ekonomii jsou relevantní informace, které mohou ovlivnit odhady pravděpodobnosti určitých událostí či stavů, například burzovního indexu, měnového kurzu, vývoje cen surovin a podobně. Prostřednictvím takových odhadů mohou pak ovlivnit i jednání ekonomických aktérů, firemní strategii, hodnocení určité firmy, cenného papíru, měny a podobně.